# Zetorchella nortoni
Zetorchella nortoni – gatunek roztocza z kohorty mechowców i rodziny Caloppiidae.
Gatunek ten został opisany w 2010 roku przez Siergieja Jermiłowa, Jekaterinę Sidorczuk i Leonida Rybalowa.
Mechowiec ten ma jajowate ciało długości od 713 do 813 μm i ciemnobrązowej barwy, pokryte cienkim, granulowanym cerotegumentem. Szczeciny rostralne, lamellarne i interlamellarne ma owłosione. Sensilus o długiej szypułce i owłosionej, pociągłej główce. Notogaster i tarczka wentralna o dołeczkowanej powierzchni. Szczeciny notogatralne raczej grube, owłosione, występują w liczbie 10 par.
Gatunek znany tylko z Etiopii.